# ReliaQuest Bowl 2023
Match précédent Match suivant
Le ReliaQuest Bowl 2023 est un match de football américain de niveau universitaire joué après la saison régulière de 2022, le 2 janvier 2023 au Raymond James Stadium situé à Tampa dans l'État de Floride aux États-Unis.
Il s'agit de la 37e édition du ReliaQuest Bowl.
Le match met en présence l'équipe des Bulldogs de Mississippi State issue de la Southeastern Conference et l'équipe des Fighting Illini de l'Illinois issue de la Big Ten Conference.
Il débute vers midi locales (19 heures en France) et est retransmis à la télévision par ESPN2.
Sponsorisé par la société ReliaQuest, le match est officiellement dénommé le 2022 ReliaQuest Bowl.
Mississippi State remporte le match sur le score de 19 à 10. 

## Présentation du match
Il s'agit de la 3e rencontre entre les deux équipes lesquelles ont remporté un match ;
| Saison | Date             | Vainqueur         | Score   | Perdant           | Compétition      |
| ------ | ---------------- | ----------------- | ------- | ----------------- | ---------------- |
| 1923   | 17 novembre 1923 | Illinois          | 27 - 0  | Mississippi State | saison régulière |
| 1980   | 4 octobre 1980   | Mississippi State | 28 - 21 | Illinois          | saison régulière |

| Équipes                                                                                              | Couleurs | Conférences | Entraîneurs                   | Stats. saison rég. | Classements avant le bowl | Classements avant le bowl | Classements avant le bowl |
| --- | -------- | ----------- | ----------------------------- | ------------------ | ------------------------- | ------------------------- | ------------------------- |
| Équipes                                                                                              | Couleurs | Conférences | Entraîneurs                   | Stats. saison rég. | CFP                       | AP                        | Coaches                   |
| Bulldogs de Mississippi State                                                                        |          | SEC         | Zach Arnett (1re saison)      | 8 - 4              | no 24                     | no 23                     | no 22                     |
| Fighting Illini de l'Illinois                                                                        |          | B10         | Bret Bielema (en) (2e saison) | 8 - 4              | NC                        | NC                        | NC                        |
| - Arbitre : Adam Savoie (ACC) - Équipe donnée favorite par les bookmakers : Illinois par deux points |          |             |                               |                    |                           |                           |                           |

### Bulldogs de Mississippi State
Avec un bilan global en saison régulière de huit victoires et quatre défaites (4-4 en matchs de conférence), Mississippi State est éligible et accepte l'invitation pour participer au ReliaQuest Bowl 2023. À la suite du décès de leur entraîneur principal Mike Leach (en) le 12 décembre, il est remplacé par Zach Arnett (en) lequel occupait le poste de coordinateur défensif et d'entraîneur des safeties.
Ils terminent 3e de la Division West de la Southeastern Conference derrière #17 LSU et #5 Alabama.
À l'issue de la saison 2022 (bowl non compris), ils sont désignés no 22 aux classements/au classement CFP et AP, no 23 au classement AP et no 24 au classement Coaches.
Il s'agit de leur 2e participation au ReliaQuest Bowl :
| Saisons | Dates            | Nom du Bowl               | Vainqueurs                       | Scores | Finalistes            |
| ------- | ---------------- | ------------------------- | -------------------------------- | ------ | --------------------- |
| 1981    | 30 décembre 1981 | Hall of Fame Classic Bowl | Mississippi State Bulldogs (9-4) | 10 - 0 | Kansas Jayhawks (8-5) |

| Logo     | Postes                                            | Joueurs                                           | Statistiques                                                      |
| -------- | ------------------------------------------------- | ------------------------------------------------- | ----------------------------------------------------------------- |
|          | Quarterback                                       | Will Rogers (en)                                  | 386/566 passes réussies pour 3 713 yards, 34 TDs, 6 interceptions |
| Coureur  | Jo'quavious Marks                                 | 103 courses pour 532 yards nets gagnés et 9 TDs   |                                                                   |
| Receveur | Rara Thomas                                       | 44 réceptions pour 626 yards et 7 TDs             |                                                                   |
| Effectif | Liste et statistiques du roster 2022 des Bulldogs | Liste et statistiques du roster 2022 des Bulldogs |                                                                   |

### Fighting Illini de l'Illinois
Avec un bilan global en saison régulière de huit victoires et quatre défaites (5-4 en matchs de conférence), Illinois est éligible et accepte l'invitation pour participer au ReliaQuest Bowl 2023.
Ils terminent 2e de la Division West de la Big Ten Conference derrière Purdue.
À l'issue de la saison 2022 (bowl non compris), ils n'apparaissent pas dans les classements CFP, AP et Coaches.
Il s'agit de leur 2e participation au ReliaQuest Bowl :
| Saisons | Dates            | Nom du Bowl  | Vainqueurs                   | Scores | Finalistes         |
| ------- | ---------------- | ------------ | ---------------------------- | ------ | ------------------ |
| 1990    | 1er janvier 1991 | Outback Bowl | #14 Tigers de Clemson (10-2) | 30 - 0 | #16 Illinois (8-4) |

| Logo     | Postes                                                   | Joueurs                                                  | Statistiques                                                      |
| -------- | -------------------------------------------------------- | -------------------------------------------------------- | ----------------------------------------------------------------- |
|          | Quarterback                                              | Tommy Devito                                             | 234/335 passes réussies pour 2 397 yards, 15 TDs, 4 interceptions |
| Coureur  | Chase Brown                                              | 328 courses pour 1 643 yards nets gagnés et 13 TDs       |                                                                   |
| Receveur | Brian Hightower                                          | 37 réceptions pour 452 yards et 2 TDs                    |                                                                   |
| Effectif | Liste et statistiques du roster 2022 des Fighting Illini | Liste et statistiques du roster 2022 des Fighting Illini |                                                                   |

## Résumé du match
Début du match à 12 h 03 locales, fin à 15 h 47 locales pour une durée totale de jeu de 3 h 44 min.
Ensoleillé, températures de 76 degrés Fahrenheit (24 °C), vent d'ouest de 6 mi/h (10 km/h).
| QT            | Temps         | Drive         | Drive         | Drive         | Équipe        | Description de l'action                                                                                       | Score | Score |
| ------------- | ------------- | ------------- | ------------- | ------------- | ------------- | --- | ----- | ----- |
| QT            | Temps         | Jeux          | Yards         | TDP           | Équipe        | Description de l'action                                                                                       | MSU   | ILL   |
| 1             | -             | -             | -             | -             | -             | Aucun point inscrit                                                                                           | -     | -     |
|               |               |               |               |               |               | |       |       |
| 2             | 02:49         | 10            | 77            | 04:45         | ILL           | TD de 2 yards par le QB Tommy Devito (+ 1 pt de conversion par le K Caleb Griffin)                            | 0     | 7     |
| 2             | 00:00         | 8             | 55            | 02:40         | MSU           | FG de 38 yards par le K Massimo Biscardi                                                                      | 3     | 7     |
|               |               |               |               |               |               | |       |       |
| 3             | 06:57         | 11            | 45            | 05:13         | ILL           | FG de 52 yards par le K Caleb Griffin                                                                         | 7     | 10    |
|               |               |               |               |               |               | |       |       |
| 4             | 14:54         | 13            | 75            | 07:03         | MSU           | TD de 8 yards par le WR Justin Robinson (passe du QB W.Rogers + 1 pt de conversion par le K Massimo Biscardi) | 10    | 10    |
| 4             | 00:04         | 9             | 70            | 01:46         | MSU           | FG de 27 yards par le K Massimo Biscardi                                                                      | 13    | 10    |
| 4             | 00:00         | -             | -             | -             | MSU           | TD à la suite d'un fumble adverse retourné sur 60 yards par CB Marcus Banks                                   | 19    | 10    |
| Score final : | Score final : | Score final : | Score final : | Score final : | Score final : | Score final :                                                                                                 | 19    | 10    |

## Statistiques
| Statistiques               | MSU                       | ILL           |
| -------------------------- | ------------------------- | ------------- |
| 1er downs                  | 21                        | 19            |
| 1er downs à la course      | 4                         | 7             |
| 1er downs à la passe       | 17                        | 09            |
| 1er downs par pénalité     | 0                         | 3             |
| 3e downs                   | 6/14                      | 3/11          |
| 4e downs                   | 1/1                       | 0/0           |
| Jeux-yards                 | 67 - 390                  | 62 - 215      |
| Courses : Nb.-Yards        | 22 - 116                  | 28 - 022      |
| Courses : moyenne          | 5.3                       | 0.8           |
| Passes : Nb. de yards      | 274                       | 193           |
| Passes tentées/réussies    | 30/45                     | 23/34         |
| Interceptions              | 0                         | 2             |
| Touchdowns                 | - 1 à la passe - 1 pick-6 | 1 à la course |
| Red-zone                   | 3/4                       | 1/1           |
| Plaquages : Nb.-Seul       | 71 - 41                   | 59 - 41       |
| TFL : Nb.-Yards            | 10 - 44                   | 00 - 0        |
| Sacks réussis : Nb./Yards  | 7 - 38                    | 0 - 0         |
| Punts : Nb.-Moyenne        | 5 - 42.0                  | 6 - 47.7      |
| Retour Kickoff : Nb.-Yards | 0 - 0                     | 4 - 70        |
| Fumbles–Perdu(s)           | 1/0                       | 1/1           |
| Pénalités–Yards            | 6 - 55                    | 3 - 25        |
| Temps de possession        | 28:11                     | 31:49         |

| Nom             | Poste             | Équipe |
| --------------- | ----------------- | ------ |
| Justin Robinson | Mississippi State | WR     |

| Bulldogs de Mississippi State |                 |                                                                                              |
| Quarterback                   | Will Rodgers    | 29/44 passes réussies, 261 yards, 1 interception, 2 TDs, 0 sack subi, évaluation QB de 114,1 |
| Meilleur coureur              | Simeon Price    | 7 courses, 68 yards, 0 TD                                                                    |
| Meilleur receveur             | Justin Robinson | 7/8 réceptions, 81 yards, 1 TD                                                               |
| Meilleur défenseur            | Jett Johnson    | 12 tacles dont 7 en solo, 1½ TFL (12 yards), 1 sack (10 yards)                               |
| Fighting Illini de l'Illinois |                 |                                                                                              |
| Quarterback                   | Tommy Devito    | 23/24 passes réussies, 193 yards, 1 interception, 0 TD, 7 sacks subis, évaluation QB de 125  |
| Meilleur coureur              | Reggie Love III | 11 courses, 40 yards, 0 TD                                                                   |
| Meilleur receveur             | Isaiah Williams | 9/12 réceptions, 114 yards, 0 TD                                                             |
| Meilleur défenseur            | Tarique Barnes  | 6 tacles en solo                                                                             |